# SpaceChem
SpaceChem — компьютерная инди-игра в жанре головоломка, разработанная и изданная 1 января 2011 года независимым разработчиком Zachtronics Industries. Игрок, выступая в роли инженера космической химической корпорации SpaceChem, должен из доступных исходных химических элементов с помощью химических реакций, ядерного деления или синтеза создать новые.

## Игровой процесс
Игра разбита на несколько эпизодов, каждый из которых разделен на стадии. В каждой стадии игроку необходимо, программируя два манипулятора реактора, создать одно или несколько химических соединений. Стадии по типу делятся на три категории — исследовательские, производственные и оборонительные. В исследовательских стадиях (обычно они выступают в роли обучающих новым возможностям реактора заданий) игроку доступен только один реактор. В производственных стадиях игроку доступно сразу несколько реакторов, и он, объединяя их трубами, должен снабдить грузовые корабли нужными химическими элементами. В оборонительных стадиях (обычно являются финальными заданиями каждого эпизода) игроку следует, используя доступные средства, остановить какого-либо монстра, пытающегося уничтожить производственную станцию SpaceChem.
Реактор представляет собой поле размером 10×8 клеток, у которого есть два входа для подачи элементов, два выхода для вывода готовой продукции и два манипулятора-«уолдо» (названы так в честь фантастического рассказа «Уолдо» Роберта Хайнлайна). Каждый из манипуляторов движется по заданному направлению и может производить под воздействием определённых инструкций различные действия над элементом — захватывать его, отпускать, поворачивать, производить операции соединения/разделения химических связей, ядерного слияния/деления и так далее. Запрограммировав определённый алгоритм, игрок должен получить соединение, указанное на выводах реактора. В производственных заданиях реакторы можно объединять трубами, разбивая сложную задачу на несколько простых.
Решив задание, игрок получает статистику своего решения, включающего количество затраченных циклов, использованных реакторов и инструкций. Эта статистика отправляется на центральные сервера, где её можно сравнить с другими игроками. Также существует возможность публиковать своё решение на сайте игры и на YouTube.

## Разработка
Игра была разработана в течение одного года силами семерых людей в свободное от основной работы время. 1 января 2011 года SpaceChem стала доступна для скачивания с сайта разработчика Zachtronics для платформ Windows, Mac OS X и Linux. Поначалу разработчики намеревались разместить игру в системе цифровой дистрибуции Steam, однако получили отказ от Valve. Спустя некоторое время игра получила множество положительных отзывов от различных Интернет-изданий, включая Rock, Paper, Shotgun. Спустя несколько дней с инди-разработчиком связался представитель Valve о добавлении игры в Steam, и 4 марта 2011 года игра наконец попала в дистрибуцию.
В апреле 2011 года вышло обновление игры, в котором было добавлено несколько новых возможностей и новых головоломок. В него входила система создания собственных головоломок и распространения их через сеть ResearchNet. Версия для Steam также получила систему достижений и дополнительные уровни, при прохождении которых игрок получал предметы к Team Fortress 2.

## Критика
| Сводный рейтинг    | Сводный рейтинг |
| Агрегатор          | Оценка          |
| ------------------ | --------------- |
| GameRankings       | 86,80           |
| Metacritic         | 84              |
| Иноязычные издания |                 |
| Издание            | Оценка          |
| Eurogamer          | 9/10            |
| PC Gamer (UK)      | 89              |

SpaceChem получила преимущественно положительные отзывы. На сайте-агрегаторе Metacritic средняя оценка игры составляет 84 из 100 на основе 13 обзоров для платформы PC.
Летом 2018 года, благодаря уязвимости в защите Steam Web API, стало известно, что точное количество пользователей сервиса Steam, которые играли в игру хотя бы один раз, составляет 682 706 человек.